# 아카사키 이사무
아카사키 이사무(일본어: 赤﨑 勇, あかさき いさむ, 1929년 1월 30일 ~ 2021년 4월 1일)는 일본의 공학자이다. 교토 대학 졸업 후 마쓰시타 전기산업 주식회사 도쿄 연구소 기초 제4연구실장, 마쓰시타 전기산업 반도체부장, 나고야 대학 공학부 교수를 지냈다.
2014년 고휘도 청색 발광 다이오드(청색 LED) 개발 업적으로 아마노 히로시, 나카무라 슈지와 함께 노벨 물리학상을 공동 수상했다.

## 연구 및 업적
그는 1960년대 후반에 GaN (질화 갈륨) 기반 청색 LED에 대한 연구를 시작했다. 그는 마츠시타 도쿄 연구소 (MRIT)에서 GaN 결정과 소자 구조의 품질을 단계적으로 개선했으며, GaN의 선호 성장 방법으로 금속유기물 증기단계 에피택시 (MOVPE)를 채택하기로 결정했다.
1981년 아카사키는 나고야 대학에서 MOVPE를 통한 GaN 생성을 다시 시작했고, 1985년 그와 그의 연구진은 저온(LT) 버퍼 층 기술을 개척하여 사파이어 기판에서 고품질 GaN을 성장시키는 데 성공했다.
이 고품질 GaN을 통해 그들은 마그네슘 (Mg)으로 도핑하고 전자 조사로 활성화하여 p형 GaN을 발견했고, 최초의 GaN p-n 접합 청색/UV LED를 생산했다. 그리고 실리콘 (Si)으로 도핑하여 n형 GaN 및 관련 합금의 전도도 제어를 달성하여 더 효율적인 p-n 접합 발광 구조의 설계 및 구조에서 이종 구조와 다중 양자 우물을 사용할 수 있게 되었다.

그들은 1990년에 처음으로 실온에서 GaN으로부터 자극 방출을 달성했고, 1995년에는 고품질 AlGaN/GaN/GaInN 양자 우물 소자에서 펄스 전류 주입으로 388nm에서 자극 방출을 개발했다. 그들은 질화물 시스템에서 양자 크기 효과와 양자 구속 스타크 효과를 검증했고, 2000년에는 압전장의 방향 의존성과 비극성/반극성 GaN 결정의 존재를 이론적으로 보여주었으며, 이는 오늘날 더 효율적인 광 방출기에 적용시켰다.

## 학력
1946년: 가고시마 현립 다이니-가고시마 중학교 (현 가고시마 현립 고난 고등학교) 졸업
1949년: 제7 고등학교 조시칸 (현 가고시마 대학교) 졸업
1952년: 교토 대학교 화학과 학사
1964년: 나고야 대학교 공학 박사